# Ko to kaže, Srbija je mala

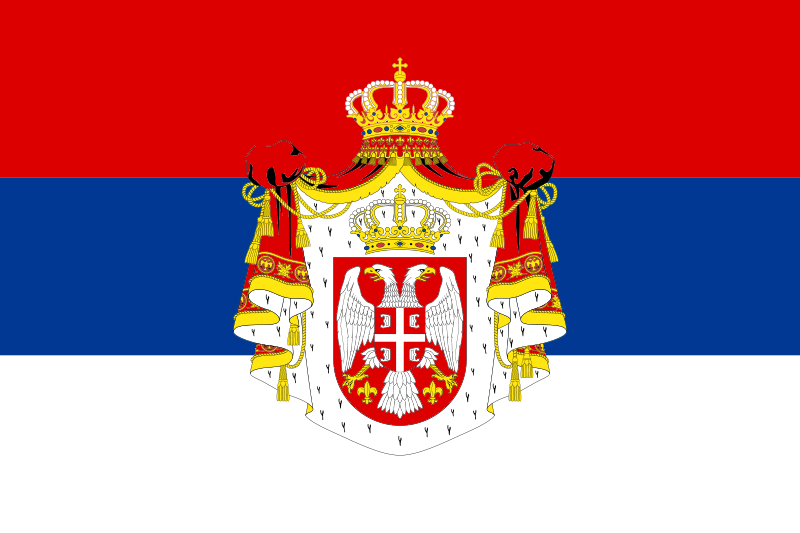
Dobová vlajka Srbska, pod kterou Srbi dosáhli všechna svá vítězství, jež vedla k sepsání a popularizaci písně

Ko to kaže, Srbija je mala (v srbské cyrilici Ко то каже, Србија је мала, česky doslova Kdo to říká, že je Srbsko malé) je srbská vlastenecká píseň z první světové války.
Text písně čerpá ze skutečnosti, že si Srbsko v druhé dekádě 20. století prošlo hned po sobě třemi válkami (první a druhé balkánské války a první světové války). Pointa textu spočívá v tom, že přes všechny útrapy a především skutečnost, že do tzv. Velké války vstoupilo značně oslabené a vyčerpané předchozími dvěma konflikty, dokázalo zvítězit. Text písně však vznikl nejspíše až v samotném závěru války, přesněji po prolomení Soluňské fronty na podzim 1918.
Základem písně je jednoduchý (opakující se) text a oblíbený srbský lidový verš (deseterac). Melodie není původní, ale pochází ze staré lidové písně Čija kola sklepeću sokakom. Podobnou melodii má také i četnická píseň, a to Od Topole pa do Ravne Gore. Autor textu není znám; v průběhu let se však text obměňoval a v posledních verzích se často zpívalo i o válce v Chorvatsku a píseň tak získala značně protichorvatský nádech. V současné době je v samotném Chorvatsku (ale také i v Bosně i Hercegovině) ztotožňována se srbským nacionalismem.[zdroj?]
Píseň, která byla v dobách existence socialistické Jugoslávie v podstatě zapomenutá[zdroj?], si získala znovu oblibu na konci 80. let, kdy v zemi upadal kult jugoslávských partyzánů. Namísto něho se v jugoslávské (a především srbské) společnosti dostaly na světlo události první světové války, ve které Srbsko bojovalo na straně Dohody. V souvislosti s představou poražené a vykořisťované republiky v rámci Jugoslávie se stal text o válkou zničeném Srbsku, které však nakonec zvítězí, mezi srbskými nacionalisty značně oblíbeným.[zdroj?]

## Text písně
| Srbsky (cyrilice) | Srbsky (latinka) | Česky |
| --- | --- | --- |
| Ко то каже, ко то лаже, Србија је мала, (2x) Није мала, није мала, трипут ратовала. (2x) Дванаесте, дванаесте, Турке истерала, (2x) Тринаесте, тринаесте, пред Бугаре стала. (2x) Четрнаесте, четрнаесте, Шваба ударио, (2x) Осамнаесте, осамнаесте, Србин победио. (2x) Ко то каже, ко то лаже, Србија је мала, (2x) Није мала, није мала, увек ратовала, И опет ће, и опет ће, робовати неће. | Ko to kaže, ko to laže, Srbija je mala, (2x) Nije mala, nije mala, triput ratovala. (2x) Dvanaeste, dvanaeste, Turke isterala, (2x) Trinaeste, trinaeste, pred Bugare stala. (2x) Četrnaeste, četrnaeste, Švaba udario, (2x) Osamnaeste, osamnaeste, Srbin pobedio. (2x) Ko to kaže, ko to laže, Srbija je mala, (2x) Nije mala, nije mala, uvek ratovala, I opet će, i opet će, robovati neće. | Kdo to povídá, kdo to lže, že je Srbsko malé, (2x) Není malé, není malé, třikrát bojovalo. (2x) Roku 1912, 1912, Turky vyhnalo, (2x) Roku 1913, 1913, se postavila proti Bulharům. (2x) Roku 1914, 1914, zaútočili Němci, (2x) Roku 1918, 1918, Srbi zvítězili. (2x) Kdo to povídá, kdo to lže, že je Srbsko malé, (2x) Není malé, není malé, vždycky bojovalo, A už nikdy, a už nikdy, nebude otročit. |

## Ve filmu
Jako symbol četnického hnutí byla píseň několikrát použita v chorvatském filmu Ničiji sin, spolu s chorvatskou ustašovskou písní Evo zore, evo dana.